# Antonio Varo
Antonio Varo Baena (Montilla, 7 de abril de 1959) es un médico y escritor de Andalucía, España, que también cultiva la creación literaria, destacando en los géneros de poesía, narrativa, ensayo y novela.

## Antonio Varo Baena
“La literatura es la medicina del alma”. Este exlibris de Antonio Varo Baena resume muy bien sus dos vocaciones, la profesional (médico) y la literaria (poeta). 
Aunque no es sólo poeta, ya que su labor se extiende a la narrativa (dos novelas publicadas y numerosos relatos), la ensayística (numerosos libros y artículos) y la teatral (hasta el momento ha estrenado 5 obras de teatro). Como médico estudia la Licenciatura de Medicina en Sevilla y obtiene el título de Doctor en la Universidad de Córdoba. Su trabajo a lo largo de treinta años ha estado relacionado con la salud pública (es especialista en Medicina Familiar y Comunitaria y en Medicina Preventiva y Salud Pública) y sobre todo con la epidemiología de  las enfermedades infecciosas y las vacunas. Experto en Bioética es miembro de la Sociedad Española de Epidemiología y de la Asociación Española de Vacunología. Y es profesor asociado de la Facultad de Medicina de Córdoba. Es también Experto Universitario en Bioderecho, Experto Universitario en Virus Emergentes, Máster en Bioética y Máster en Economía de la Salud. 
Es Presidente de honor del Ateneo de Córdoba y académico correspondiente por Montilla de la Real Academia de Córdoba, ha sido 10 años Presidente del Ateneo de Córdoba y director-gerente de la Fundación Vicente Núñez; es miembro de la Asociación Colegial de Escritores de España (ACE) y de la directiva de la Sección Andaluza de la ACE. Pertenece a la Asociación de Críticos Literarios de Andalucía.
A lo largo de su carrera literaria ha sido galardonado con diversos premios de poesía, entre los que podríamos destacar el Premio Internacional Arcipreste de Hita en 1992; una Mención Honorífica del Premio Nacional Luis Carrillo de Sotomayor del mismo año; el Premio Góngora del Colegio de Médicos de Córdoba en 2004 o el Premio AEFLA de Poesía 2007, 2015, o de Ensayo Literario en 2017. Ha participado en diversas antologías poéticas y como jurado en numerosos certámenes literarios entre los que destacan el Juan Bernier y el Leonor de Córdoba. Además es articulista del Diario Córdoba.
Antonio Varo entiende la poesía como evocación y no como disciplina. El empleo de la forma en su obra responde a la libertad del poeta sujeta al poema y su ritmo. En sus textos predomina el presentimiento de la muerte, de la nada, con el epítome fugaz y doloroso del amor. Los temas universales de la poesía, amor y muerte, pero con la particularidad de una referencia continua a la memoria, a las raíces de la tierra, imbuida de un nihilismo existencial y vital que da paso a la vida y al deseo. Recurre habitualmente al poema breve, aunque ocasionalmente utiliza algún poema largo como contraste, siempre teniendo presente la unidad del poemario como valor destacado.
Sus poetas de referencia en español son Vicente Aleixandre, Claudio Rodríguez y Vicente Núñez (del que fue amigo personal hasta su muerte), además de Jorge Manrique, San Juan de la Cruz, Gustavo Adolfo Bécquer, Manuel y Antonio Machado o Juan Ramón Jiménez; de los poetas extranjeros se siente cercano a Hölderlin, Shelley, Baudelaire y Elliot.

## Biografía
Estudió Medicina en la Universidad de Sevilla. Desde el año 2008 es Jefe del Departamento de Epidemiología de la Consejería de Salud de la Junta de Andalucía en Córdoba.
Antonio Varo entiende la poesía como evocación, y no como vocación o disciplina. El empleo de la forma en su obra responde a la libertad del poeta sujeta al poema y su ritmo, lejos de clichés académicos. En sus textos predomina el presentimiento de la muerte, de la nada, con el epítome fugaz y doloroso del amor: los temas universales de la poesía, amor y muerte, pero con la particularidad de una referencia continua a la memoria, a las raíces de la tierra, imbuida de un nihilismo existencial y vital que da paso a la vida y al deseo. Adorna sus poemas con un cierto culturalismo, más como justificación que como sostén poético. Recurre habitualmente al poema breve, aunque ocasionalmente utiliza algún poema largo como contraste, siempre teniendo presente la unidad del libro como valor destacado.
Sus poetas de referencia en el ámbito castellano son Vicente Aleixandre y Vicente Núñez (del que fue amigo personal hasta su muerte), además de Jorge Manrique, San Juan de la Cruz, Gustavo Adolfo Bécquer, Manuel Machado, Juan Ramón Jiménez y Claudio Rodríguez. En cuanto a los autores extranjeros, se siente influido por Hölderlin, Shelley, Baudelaire y Elliot.
A lo largo de su carrera literaria ha sido galardonado con diversos premios de poesía, entre los que destaca el Premio Internacional Arcipreste de Hita, convocado por el Ayuntamiento de Alcalá la Real (Jaén) en 1992; una Mención Honorífica del Premio Nacional Luis Carrillo de Sotomayor, organizado por el Ayuntamiento de Baena, también en 1992; y el Premio Góngora, organizado por el Colegio de Médicos de Córdoba, en 2004. Ha participando como jurado en numerosos certámenes literarios, así como en innumerables recitales poéticos.
Actualmente es vicepresidente del Ateneo de Córdoba, institución que desarrolla una importante labor en pro de la cultura. El 11 de octubre de 2006 se hizo público su nombramiento como director de la Fundación Vicente Núñez, y el 1 de agosto de 2007 fue difundida su dimisión por "discrepancias con una parte del patronato".
Recibió la Fiambrera de Plata del año 1997 concedida por el Ateneo de Córdoba.

## Publicaciones

### Poesía
- Sombras (Montilla, Colección de Poetas Montillanos, 1983).
- Poemas para Andrómina (Córdoba, Colección Polifemo de la Diputación Provincial de Córdoba, 1987).
- Yelmos (Córdoba, Al-Zahra, 1990).
- Camino (Premio Arcipreste de Hita; Alcalá la Real, Ayuntamiento, 1992).
- Hojas caídas (Córdoba, Astro, 1993).
- El pálido orco (Madrid, Euterpe, 1994). 32 páginas, ISBN 84-604-9180-3.
- Icaria. Poema de la noche y de la tierra (Montilla, Ayuntamiento, 1996). 22 páginas, ISBN 84-89619-07-7.
- Cartas a Emma (Las hojas del matarife, Málaga, 1997).
- Viaje en la noche (Córdoba, Aristas de Cobre, 1999).
- Nuevos poemas para Andrómina (Córdoba, Editorial Andrómina, 2000).
- Figuras de sal (Córdoba, Astro, 2001).
- Hipatia (Córdoba, Bosque de Bambú, 2003).
- El Rapto de Helena (Seudónimo: Ángel Valand) (Colección Distancias, Córdoba, 2004).
- Palabras Para Julia (Seudónimo: Lou Salomé Roth) (Colección Distancias, Córdoba, 2004).
- La luz de los días (Córdoba, Editorial Andrómina, 2005). 50 páginas, ISBN 84-934622-0-9.
- Algo huele a podrido en Dinamarca (Córdoba, Astro, 2005).
- El Origen del Mundo (Cuadernos de Sandua, Cajasur, Córdoba, 2009).
- In Memóriam (Versos del Sol Nº 13) (Córdoba, 2009).
- Cada Mirada (selección de su obra poética) (AA Ediciones, Colección Menhir de Poesía, Vitoria, 2009).
- Poemas Al Flamenco (Colección Caracol, Andrómina, 2011).
- Noche Radetzky (Colección Daniel Leví, Andrómina, 2013).
- Poemas a Vicente (Andrómina, 2013).
- Velintonia (De Torres Editores, Colección de Poesía Año XIII, 2013).
- Augurio (Poemas Ab-Zurdos) (Colección Manantial XXXV, Priego de Córdoba, Córdoba, 2014).
- Augurio (Poemas Ab-Zurdos) (Colección Adelfos, Andrómina, 2015).
- La Casa (Colección Ánfora Nova, Córdoba, 2016).
- Marx no estuvo en La Cubana (Colección Daniel Leví, Andrómina, 2017).
- Cuaderno de la Playa (Carvajal) (Colección Daniel Leví, Andrómina, 2019).
- Entre el mar y la sierra (Colección Daniel Leví, Andrómina, 2020).
- Las Estaciones (Colección Baños del Carmen, Vitrubio, 2021).

### Inclusiones en antologías de poesía
- Crátera. Antología de poetas y pintores cordobeses (Córdoba, Astro, 1990).
- Poesía en la Bodega (1) (coord. Antonio Flores Herrera; Córdoba, Arca del Ateneo, 1999; 200 páginas, ISBN 84-88175-27-2).
- 27 narradores cordobeses (Málaga, Centro Cultural de la Generación del 27, 1999; 277 páginas, ISBN 84-7785-294-4).
- Veinticinco poetas en la Casa del Inca (Montilla, Ayuntamiento, 2000).
- Pólvora blanca (Córdoba, Colectivo Abierto de Poetas Cordobesas, 2003).
- Después de todo. Homenaje a José Hierro (Bilaketa, Aoiz, 2004).
- Homenaje a Vicente Núñez (coord. Antonio Perea; Córdoba, Arca del Ateneo, 2004; 80 páginas, ISBN 84-88175-34-5).
- Homenaje a Mario López (Córdoba, Arca del Ateneo, 2005). 100 páginas, ISBN 84-88175-39-6.

### Colaboraciones y participaciones en revistas y antologías poéticas
- Cuadernos de Roldán. Montilla Moriles. (2019). Colaboración. Gráficas Moreno (Sevilla).
- Cuadernos de Roldán. Almadén. (2019). Colaboración. Gráficas Moreno (Sevilla).
- Cuadernos de Roldán. Las Castañuelas. (2018). Colaboración. Gráficas Moreno (Sevilla).
- NO HAY PAISAJE SIN TI. II Antología ACE-ANDALUCÍA. (2018) Colaboración. Asociación Colegial de Escritores de España, sección autónoma de Andalucía.
- Homenaje a Juana Castro. (2018) Proemio. Ateneo de Córdoba (Córdoba).
- ESPACIOS Y GEOGRAFÍAS DEL SER EN VICENTE NÚÑEZ. (2018). Colaboración. Fundación Vicente Núñez (Montilla, Córdoba).
- NUEVA POESÍA. 10 AÑOS. Cuaderno de Poesía y Literatura. (2018). Colaboración. Asociación Nueva Poesía de Córdoba (Córdoba).
- Iridiscencias. El cromatismo lumínico de Juan Cantabrana. (2018). Colaboración. GrafiExpress (La Rambla, Córdoba).
- Revista Literaria. 150 Aniversario Sociedad Plateros. (2018) Colaboración.  Depapel. (Córdoba).
- Suspiro de Artemisa. Revista de Poesía. Número 14. Córdoba Primavera (2018). Colaboración. Detorres Editores (Córdoba).
- Homenaje a Ricardo Molina (en el centenario de su nacimiento) (2017). Colaboración. Ateneo de Córdoba (Córdoba).
- Como crecen los lirios en el agua. (2017). Colaboración. Asafes (Álava).
- Manolete Para Siempre. Antología de poetas mexicanos y españoles. (2017). Colaboración. Asociación Cultural Andrómina (Córdoba).
- Naturaleza Fecunda. Antología Poética a la Madre Tierra. Número 105-106. Ánfora Nova (2016). Colaboración. (Rute, Córdoba).
- Suspiro de Artemisa. Revista de Poesía. Número 13. Córdoba Otoño (2016). Detorres Editores (Córdoba).
- NOCHES DE POESÍA V. (2016). Colaboración. Real Academia de Córdoba (Córdoba).
- La Ciudad en la Cumbre (TORREPAREDONES) (2015) Colaboración. Excmo. Ayuntamiento de Baena, Baena (Córdoba).
- ANTOLOGÍA POÉTICA. Papi y Cahue. (2014). Proemio de Antonio Varo.
- Pliegos de Rebotica. Número 117. (Asociación Española de Farmacéuticos de Letras y Artes, 2014).
- Pliegos de Rebotica. Número 118. (Asociación Española de Farmacéuticos de Letras y Artes, 2014).
- Puro Teatro. (2014). Colaboración. Andrómina. (Córdoba).
- NOCHES DE POESÍA IV. (2014). Colaboración. Real Academia de Córdoba (Córdoba).
- Sopa de Ornitorrinco. Colectivo de Poesía. Número 0. Primavera. (Córdoba, 2014)
- Suspiro de Artemisa. Revista de Poesía. Otoño. Número 9 (Córdoba, 2014)
- Universos del Vino. Antología internacional. Revista literaria Ánfora Nova. Número  94. Rute, Córdoba. (2014)
- Cuadernos de Roldán. De Córdoba a Córdoba. Colaboración. Gráficas Moreno. (Sevilla, 2013)
- Homenaje a Francisco Carrasco (2013). Colaboración. Ateneo de Córdoba (Córdoba).
- Los Nudos del Tiempo. Paisaje de la poesía actual cordobesa. (2013) Colaboración. Nizam Editorial (Córdoba).
- NOCHES DE POESÍA III. (2013). Colaboración. Real Academia de Córdoba  (Córdoba)
- Suspiro de Artemisa. Revista de Poesía. Otoño. Número 7. (Córdoba, 2013)
- NOCHES DE POESÍA II. (2012). Colaboración. Real Academia de Córdoba (Córdoba).
- Suspiro de Artemisa. Revista de Poesía. Número 5. Córdoba Otoño (2012). Colaboración. Detorres Editores (Córdoba).
- Homenaje a José de Miguel (2011). Colaboración. Ateneo de Córdoba (Córdoba).
- La Revista Áurea. Número 4. Madrid. (2011).
- Lejana y Sola. Revista Literaria ASTRO (Aula de Cultura Claustro). Córdoba. (2011).
- Paraíso. Revista de Poesía. Número 7 (2011) ISSN 1887-200X. Colaboración. Diputación de Jaén (Jaén).
- Suspiro de Artemisa. Revista de Poesía. Primavera. Número 2. (Córdoba, 2011).
- Suspiro de Artemisa. Revista de Poesía. Otoño. Número 3. (Córdoba, 2011).
- Aula de Poesía (2010). Colaboración. Hogar de Ávila en Madrid. (Madrid).
- Cuadernos de Roldán. Córdoba. Colaboración. Gráficas Moreno (Sevilla, 2010)
- Un rayo que no cesa en los Patios de Viana. Evocando a Miguel Hernández. (2010). Colaboración. Cajasur (Córdoba).
- Suspiro de Artemisa. Revista de Poesía. Primavera. Número 0. (Córdoba, 2010).
- TINTAS PARA LA VIDA II. Antología de Poetas cordobeses por la Donación de Órganos. (2010). Coordinación. Servicio Andaluz de Salud. Consejería de Salud.
- La piel del tiempo. Antología Astro (Encarna García Higuera, Alfredo Jurado Reyes, Soledad Zurera López, Pilar Sanabria Cañete, Antonio Varo Baena). (2010). Diputación  de Córdoba (Córdoba, España).
- Piedra del molino. Revista de poesía. Número 13. (2010) Colaboración (Arcos de la Frontera, Cádiz)
- Ilustre Hermandad del Arcángel San Rafael. (Boletín de la Hermandad) Córdoba. (2010)
- Homenaje a la Velada en honor a Juan Ramón Jiménez celebrada en el Ateneo de Sevilla en marzo de 1912  (Ateneo de Sevilla 2009) Colaboración. Ateneo de Sevilla.
- Antología 30. Premio de poesía “Arcipreste de Hita, Alcalá la Real” (2009) Colaboración. Editorial Pre-textos (Valencia).
- El Origen del Mundo. Los Cuadernos de Sandua. Publicaciones Obra Social y Cultural Cajasur (2009).  Córdoba.
- Revista Literaria Astro. (Diciembre 2009) Colaboración. Aula de Cultura Astro. Ayuntamiento de Córdoba.
- Versos MUNDA(nos) al vino de Córdoba. (2009). Consejo Regulador de la Denominación de Origen. Coordinación. (Montilla – Moriles. Córdoba)
- Versos para derribar muros. Antología poética por Palestina. (2009) Colaboración. Los libros de Umsaloua. (España).
- Voces Con Sentido (2009). Colaboración. Ayuntamiento de Córdoba. Delegación de Cultura. (Córdoba).
- Entre el puente y el río. Planta poemas en el puente. Intervención poética en el puente romano de Córdoba. (2009) Colaboración. Almuzara (España).
- En torno al vino. 25 Aniversario de la Cata Montilla-Moriles. Diputación de Córdoba. Colaboración. Córdoba. (2008).
- Homenaje a la Fiesta del Ultra celebrada en el Ateneo de Sevilla en 1919  (Ateneo de Sevilla 2008) Colaboración. Ateneo de Sevilla.
- Homenaje a la Generación del 27 con motivo de los Actos celebrados en Diciembre de 1927 en el Ateneo de Sevilla (Ateneo de Sevilla 2008) Colaboración. Ateneo de Sevilla.
- Medina Azahara. El monte de la novia. Selección de poemas y nota a la edición de Antonio Rodríguez Jiménez (2008). Colaboración. Editorial Almuzara (España).
- Homenaje a Pablo García Baena (2008). Colaboración. Ateneo de Córdoba. Diputación de Córdoba.
- Homenaje a la Fiesta Literaria de la Belleza Andaluza celebrada en el Ateneo de Sevilla en 1923 (Ateneo de Sevilla 2007) Colaboración. Ateneo de Sevilla.
- Homenaje a la Fiesta del Soneto celebrada en el Ateneo de Sevilla en 1912. (Ateneo de Sevilla 2006) Colaboración. Ateneo de Sevilla.
- Poesía viva de Andalucía (Raúl Bañuelos, José Brú, Dante Medina, Ramsés Figueroa, 2006). Colaboración. Editorial Cusch-UdeG (Guadalajara, Jalisco, México).
- Tres poemas. (2006). Colaboración. Facultad de Ciencias del Trabajo. Universidad de Córdoba.
- Poetas al Vino. Consejo Regulador de la Denominación de Origen Montilla-Moriles. Coordinación. (Excma. Diputación de Córdoba)
- Final de Entrega. Antología de poet@s contra la violencia de género. (2006) Colaboración. Excmo Ayuntamiento de Córdoba (Córdoba).
- Antología de poetas en solidaridad con los afectados por el SIDA. (2006) Coordinación. Delegación Provincial de Salud de Córdoba. Junta de Andalucía.-
- LA CANCELA POÉTICA (2006). Colaboración. Ateneo de Córdoba (Córdoba).
- Ilustre Hermandad del Arcángel San Rafael. (Boletín de la Hermandad) Córdoba. (2006)
- Ánfora Nova. Revista Literaria. Nº 63-64. (2005) Colaboración. (Rute, Córdoba)
- Encuentros con la Poesía. (2005). Colaboración. Excmo Ayuntamiento de Montilla (Córdoba).
- Homenaje a Mario López (2004). Colaboración. Ateneo de Córdoba (Córdoba).
- Homenaje a Vicente Núñez (2004). Coordinación. Ateneo de Córdoba (Córdoba).
- Después de Todo. A José Hierro. (2004). Colaboración. Bilaketa (Navarra).
- Poetas al Vino. Coordinación. Córdoba (2004).
- VII SEMANA CULTURAL “GALENO”. (2003). Colaboración. Asociación de Médicos Escritores y Artistas del Iltre. Colegio Oficial de Médicos de Córdoba.
- Pólvora Blanca. Antología de poet@s por la paz y contra la guerra. (2003). Colaboración. Colectivo Abierto de Poetas Cordobesas (Córdoba).
- Espéculo. Revista de Acali y Acojer. Número 14. Córdoba (2002).
- Poemas al Vino. Coordinación. Córdoba (2002).
- Astro. Revista Literaria. (Aula de Cultura Claustro). Córdoba. (2001).
- Espéculo. Revista Técnico-Cultural. Número 9. (Córdoba). (2001).
- Vademecun Íntimo. Antología Poética de Médicos Cordobeses. (2001). Colaboración. Obra Social y Cultural de Cajasur (Córdoba).
- Árbol de bendición. Antología literaria al olivo. (José Antonio Santano, 2001). Colaboración. Instituto de Estudios Almerienses. Diputación de Almería.
- Poesía en la Bodega (I) (2001). Colaboración. Ateneo de Córdoba. Diputación de Córdoba.
- 25 Poetas en la Casa del Inca (2000) Colaboración. Excmo. Ayuntamiento de Montilla. Concejalía de Cultura. Aula Poética Casa del Inca.
- POEMAS AL VINO DE MONTILLA-MORILES. Coordinación. Córdoba (1999).
- Aires de Córdoba. Revista Mensual de Difusión Cultural. Colaboración. Córdoba. (1997)
- Cuadernos de Roldán. Cabra. Colaboración. Gráficas Moreno. (Sevilla, 1997)
- Cuadernos de Roldán. Poeta en Granada. Colaboración. Gráficas Moreno. (Sevilla, 1997)
- ASTRO. Revista Literaria. (Aula de Cultura Claustro). Córdoba (1996).
- Caído se le  ha un Clavel. (Antología Navideña). (1996). Colaboración. Asociación Cultural la Voz del Guadajoz. Periódico Comarcal Independiente “La Opinión”.
- Calicanto. Revista de creación literaria. Número 22. Ciudad Real. (1996)
- PROPAGANDA LITERARIA. En Torno Al Vino. Córdoba (1996).
- Fernán Núñez. Agosto. (Fernán Núñez, Córdoba). (1995).
- Casa del Inca. VERSOYMAGEN. (1994). Colaboración. Excmo. Ayuntamiento de Montilla. (Córdoba).
- Cuadernos de Roldán. Heterodoxos. Colaboración. Gráficas Moreno. (Sevilla, 1994)
- Cuadernos de Roldán. Erotismo. Colaboración. Gráficas Moreno. (Sevilla, 1994)
- POESÍA E IMAGEN. RECITAL POÉTICO Y EXPOSICIÓN. (1994). (Colaboración). Delegación de Cultura del Ilmo. Ayuntamiento de Aguilar de la Frontera (Córdoba).
- MÉDICOS ARTISTAS. (1994). Colaboración. Caja Provincial de Ahorros de Córdoba (Córdoba).
- PROPAGANDA LITERARIA. Los Poetas Cordobeses al Vino Montilla-Moriles. (1994)
- ASTRO. Revista Literaria. (Aula de Cultura Claustro) Córdoba (1992).
- Cuadernos de Iponuba. Revista de Poesía, Arte y Pensamiento. (Baena, Córdoba, 1992).
- PROPAGANDA LITERARIA. Los Poetas Cordobeses al Vino Montilla-Moriles. (1992).
- Astro. Revista Literaria. (1993). Colaboración. Aula de Cultura Astro (Córdoba).
- Cuadernos de Roldán. Cántico. Colaboración. Gráficas Moreno. (Sevilla, 1991)
- PROPAGANDA LITERARIA. Número 1. PEROL EN CERRO MURIANO. (1990)
- PROPAGANDA LITERARIA. Número 2. EPITAFIOS A JUAN BERNIER. (1990)
- PROPAGANDA LITERARIA. Número 3. EXTRAMUROS. (1990)
- PROPAGANDA LITERARIA. Número 4. LA LUNA. (1990)
- PROPAGANDA LITERARIA. Número 5. PASIÓN DE ABRIL. (1990)
- PROPAGANDA LITERARIA. Número 6. LOS POETAS CORDOBESES AL VINO MONTILLA-MORILES. (1990)
- PROPAGANDA LITERARIA. Número 8.  ARCHIPIÉLAGO. (1990)
- Crátera. Antología de Poetas y Pintores Cordobeses (1989). Colaboración. Excma. Diputación de Córdoba. Área de Cultura (Córdoba).
- Zubia. Revista de Poesía. Número 17. Córdoba. (1988).

### Ensayo
- Poética (Córdoba, Arca del Ateneo, 2001). 120 páginas, ISBN 84-88175-23-X.
- Flamenco en la sala (Córdoba, Editorial Andrómina, 2001).
- Nietzsche extemporáneo (Córdoba, Editorial Andrómina 2002). 49 páginas, ISBN 84-95197-25-1.
- María Zambrano, la poesía de la razón (Córdoba, Editorial Andrómina, 2006).
- Pepe Pinto o la tradición cantaora (Colección Caracol, Editorial Andrómina, Córdoba, 2007). 43 páginas.
- Entre la espada y la poesía  (Córdoba, Arca del Ateneo, 2007). 122 páginas. ISBN 84-88175-46-9.
- Entre la Espada y la Poesía II y otros textos (Colección Arca del Ateneo, Córdoba, 2009).
- Antonio Pablo Fernández Solano: El Sabio Andaluz (Bibliofilia Montillana, Montilla, Córdoba, 2019).
- Flamenco y Paisaje (Premio AEFLA 2017 de Ensayo Literario, Colección Caracol Andrómina, 2019).

### Narrativa (libros y antologías)
- Novela. El defensor del tiempo (Colección de Novela "El Santo Bebedor", Editorial Andrómina, Córdoba, 2007). 93 páginas, ISBN 84-935467-2-0.
- Antología.  27 CUENTOS DE NARRADORES CORDOBESES (Centro Cultural Generación del 27, Málaga, 1999). Colaboración. Centro Cultural Generación del 27. Área de Cultura de la Diputación de Málaga (Málaga).
- Antología. DON DE VIDA (Relatos sobre trasplantes). (2010). Colaboración y coordinación. Servicio Andaluz de Salud. Cajasur (Córdoba).
- Antología. CUENTA ATRÁS. (2012). Colaboración. Asociación Cultural Mucho Cuento (Córdoba).
- Novela. CARMINA. (2015). Ediciones en Huida (Sevilla).

### Teatro

#### Representaciones y publicaciones de obras propias originales
- La Visita. El 4 de junio de 2011 se estrena en El Gran Teatro de Córdoba. El 22 y 23 de mayo de 2015 se reestrenó en la Sala Góngora del Círculo de la Amistad. En el Teatro Garnelo de Montilla se representó la versión reestrenada de La visita.  Publicado en Colección Dionysos, Andrómina (2014).
- LEONOR. El 17 de marzo de 2016 se estrenó la obra en el Teatro Góngora. Publicado en Leonor de Córdoba, Colección Dionysos, Andrómina (2016).
- La Decisión.
- El Entierro de la Duquesa.
- Crítica de la razón pura.
- Texto poético del espectáculo.
- Texto poético del espectáculo. JONDURA.
- Texto poético del espectáculo. TAUROJONDO.
- Coordinador del Aula de Teatro Romero Esteo de la Fundación Pro Real Academia de Córdoba (desde 2018).

### Artículos
- MONTILLANOS en la memoria. Ciclo de Conferencias (2011-2012). Colaboración. Casino Montillano. CREA (Montilla, Córdoba).
- Turia. Revista Cultural. Nº 83. I.S.S.N: 0213-4373. (2007). Colaboración. Excmo. Ayuntamiento de Teruel. (Teruel).
- DE LA CIUDAD Y OTRAS COSAS. Libro Homenaje a ENRIQUE BARRERO GONZÁLEZ con motivo de su jubilación. (2005). Colaboración. Fundación Martín Robles (Sevilla).
- El tiempo luz: Homenaje a María Zambrano. (2004). Colaboración. Diputación de Córdoba (Córdoba).
- Los Andaluces del Siglo XX. (1999). Colaboración. Ateneo de Córdoba (Córdoba).

#### Artículos en Boletín de la Real Academia de Córdoba
- VARO BAENA, Antonio, La academia, una institución del pueblo, Boletín de la Real           Academia de Córdoba, Año LXXXIX, Número 158 y 159, 2010, pp. 131- 133.
- VARO BAENA, Antonio, En el espacio vital y literario de Vicente Núñez, Boletín de la                      Real Academia de Córdoba, Año XCI, Número 161, 2012, pp. 285-297.
- VARO BAENA, Antonio, Rafael Porlán: un poeta cordobés olvidado, Boletín de la                Real Academia de Córdoba, Año XCIII, Número 163, 2014, pp. 207 – 216.
- VARO BAENA, Antonio, En torno al Gran Capitán, El Gran Capitán. Una mirada                desde la contemporaneidad, Real Academia de Córdoba (2015), pp. 53-73.
- VARO BAENA, Antonio, Azaña en la memoria, Boletín de la Real Academia de                Córdoba, Año XCV, Número 165, 2016, pp. 553-570.
- VARO BAENA, Antonio, El malogrado poeta Juan Ugart, Boletín de la Real                Academia de Córdoba, Año XCVI, Número 166, 2017, pp. 415-422.
- VARO BAENA, Antonio, El flamenco en la poesía de Mario López. Bujalance.              Universo de pueblo campiñés, Real Academia de Córdoba (2018), pp. 485- 507.
- VARO BAENA, Antonio, Antonio Pablo Fernández Solano, Médicos Cordobeses de                Ayer y de Hoy, Real Academia de Córdoba (2018), pp. 81-98.
- VARO BAENA, Antonio, Aportaciones inéditas a la biografía del poeta Juan Ugart,              Boletín de la Real Academia de Córdoba, Año XCVII, Número 167, 2018, pp. 363-379.

### Premios Literarios
- Premio Internacional Arcipreste de Hita, (Alcalá la Real, 1992).
- Accésit del Premio Nacional Luis Carrillo de Sotomayor (Baena, 1992).
- Premio Góngora de Poesía (Colegio de Médicos de Córdoba, 2004).
- Premio de Poesía Marqués de Priego (Montilla, 2009).
- Premio de Narrativa  Marqués de Priego (Montilla, 2004).
- Premio AEFLA de Poesía (Madrid, 2007).
- Premio AEFLA DE Poesía (Madrid, 2014).
- Accésit Premio AEFLA de Narrativa (Madrid, 2015).
- Premio AEFLA de Ensayo Literario (Madrid, 2017).
- Finalista Premio Tribuna Médica,
- Accésit o ganador Premio Tribuna Médica.

### Otros méritos y distinciones
- Fiambrera de Plata del ATENEO DE CÓRDOBA (1994).
- Pregonero de las Fiestas de la Vendimia Montilla-Moriles (1994).
- Director de la Fundación Vicente Núñez (1997).
- Pregón de Semana Santa de Montilla (Montilla, 2007).
- Pregón de Navidad de Montilla (Montilla, 2011).
- Insignia de Plata del CÍRCULO DE LA AMISTAD, (2015).
- 1º Mención San Juan de Ávila, por su labor y contribución a la Cultura y Patrimonio de Montilla (Montilla, 2017).
- Presidente del Ateneo de Córdoba desde enero de 2012 a 2022.
- Pregón del Vino (Montilla, 2012).

## Libros profesionales
- Bioética de Salud Pública (Granada, editorial Atarppe, 2015)
- La Medicina y el Pulsista (Montilla, 2009)
- Cuatro Preguntas en Bioética (y un Estudio) (Madrid 2010)
- Sistema de Vigilancia Epidemiológica de Andalucía, Protocolos de Alerta Epidemiológica, miembro del Grupo de Trabajo para la elaboración de protocolos de alerta de la red de vigilancia epidemiológica de Andalucía (Consejería de Salud, 2003). Colaboración. Sevilla.
- Capítulo 2 del libro Aproximación a la Situación de las Enfermedades Raras en Andalucía (Consejería de Salud, 2004). Colaboración. Sevilla.